# Collégiale Saint-Étienne de Bar-le-Duc
Pour les articles homonymes, voir Église Saint-Étienne et Saint-Étienne (homonymie).
La collégiale Saint-Étienne de Bar-le-Duc est une ancienne collégiale située à Bar-le-Duc dans le département de la Meuse en région Lorraine.
La collégiale Saint-Pierre est construite de 1315 à 1630 dans un style gothique flamboyant avec quelques éléments caractéristiques de la Renaissance. À la fin du XVIIIe siècle, elle fusionne avec l'autre collégiale de la ville, Saint-Maxe du château des ducs de Bar, détruite. Après la Révolution, la collégiale devient l'église Saint-Étienne.
L'église abrite deux œuvres majeures du sculpteur lorrain Ligier Richier : le Transi de René de Chalon et le Christ en croix entre les deux larrons. Elle contient également une statue de Notre-Dame du Guet, protectrice de la cité, et un tableau de la Crucifixion avec le château des ducs de Bar à l'arrière-plan.
Elle est classée au titre des monuments historiques en 1889.

## Situation géographique
L'église Saint-Étienne se trouve au nord de la place Saint-Pierre, dans le quartier Renaissance de la Ville Haute à Bar-le-Duc.

## Histoire

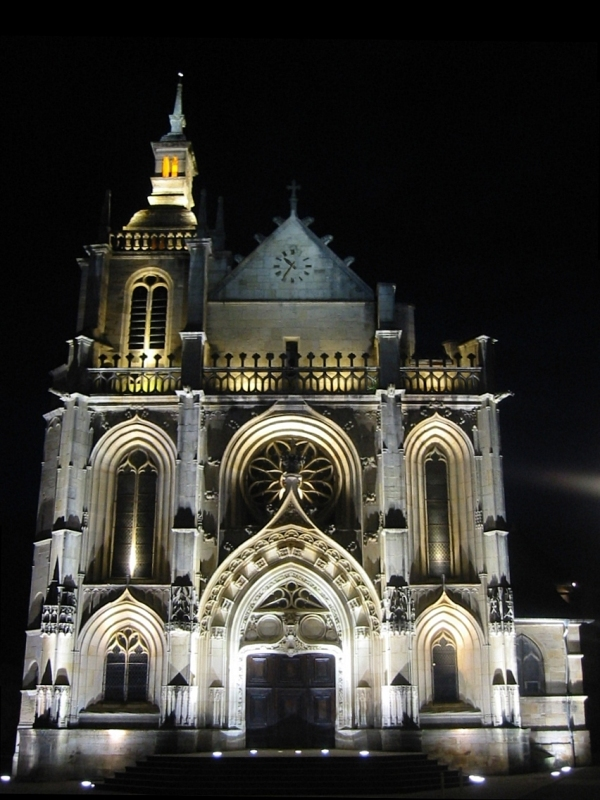
Église de nuit.

### La collégiale Saint-Pierre
En 1315, le comte de Bar Édouard Ier décide de fonder la collégiale Saint-Pierre en Ville Haute, à la place d'une ancienne chapelle du XIIIe siècle dédiée au même saint,. Le projet reçoit l'approbation en 1318 de l’évêque de Toul Jean d'Arzillières qui place la collégiale sous le patronage collectif de la Vierge, des apôtres Pierre et Paul, et de saint Étienne. La collégiale doit avoir un princier, un doyen, un prévôt et seize chanoines.
Les travaux avancent rapidement et à la fin du XIVe siècle l'édifice est presque achevé. Mais les conflits de la guerre de Cent Ans commencent à se faire ressentir dans la région, notamment à partir de 1420, avec pour conséquences le ralentissement des travaux et la détérioration de l'église. Finalement, en 1438, l'édifice est quasiment ruiné. Les chanoines demandent son aide au pape qui leur accorde des indulgences. Grâce à la volonté des chanoines, du duc de Bar René Ier d'Anjou, et des hauts fonctionnaires du Barrois, les travaux reprennent.
Vers 1470, la partie orientale de l'église est presque achevée mais les travaux connaissent un nouvel arrêt entre 1480 et 1484 pendant l'occupation du comté par le Roi de France Louis XI. Sous le règne du jeune René II, duc de Lorraine et de Bar, l'église se voit dotée de sa voûte, comme l'attestent plusieurs clés de voûte gravées de ses armes. La façade et les deux travées occidentales sont construites au début du XVIe siècle, jusqu'en 1537, par Louis Guyot, doyen du chapitre de la collégiale de 1513 à 1520. Le clocher de l'église est édifié plus tard, entre 1589 et 1630.

### La fusion des collégiales
En 1782, l'autre collégiale de la ville, Saint-Maxe du château des ducs de Bar, devient une église paroissiale. Après la destruction de cette dernière à la fin du siècle, les deux chapitres fusionnent et prennent le nom de « Noble royale collégiale, Sainte-Chapelle, principale église et paroisse du Roy ». Le trésor, les reliques et les dépouilles des souverains du Barrois sont transférés.

### L'église Saint-Étienne
À la Révolution, l'édifice est très endommagé par des saccages et des pillages : les statues de façade et les vitraux sont brisés, les armoiries et blasons sont effacés, et une partie du mobilier est détruit,. La collégiale est fermée en 1790 puis rouverte l'année suivante sous le nom d'église Saint-Étienne. Entre 1793 et 1795, l'église n'est plus un lieu de culte et sert même, en 1794, d'abri pour un convoi de prisonniers.
Devant l'état de dégradation de l'édifice, des travaux de restauration sont entrepris au XIXe siècle mais ils modifient en partie l'aspect de l'église. En 1809, le trumeau du portail occidental est supprimé. En 1854, certains éléments, vus comme jurant avec le reste de l'édifice, sont démolis, comme une chapelle adossée au bras sud du transept.
En 1889, l'église est classée aux monuments historiques.
L'édifice bénéficie de plusieurs publications réalisées dans le cadre du label Ville d'Art et d'Histoire et d'un reportage web-documentaire réalisé par G. Ramon.

## Architecture

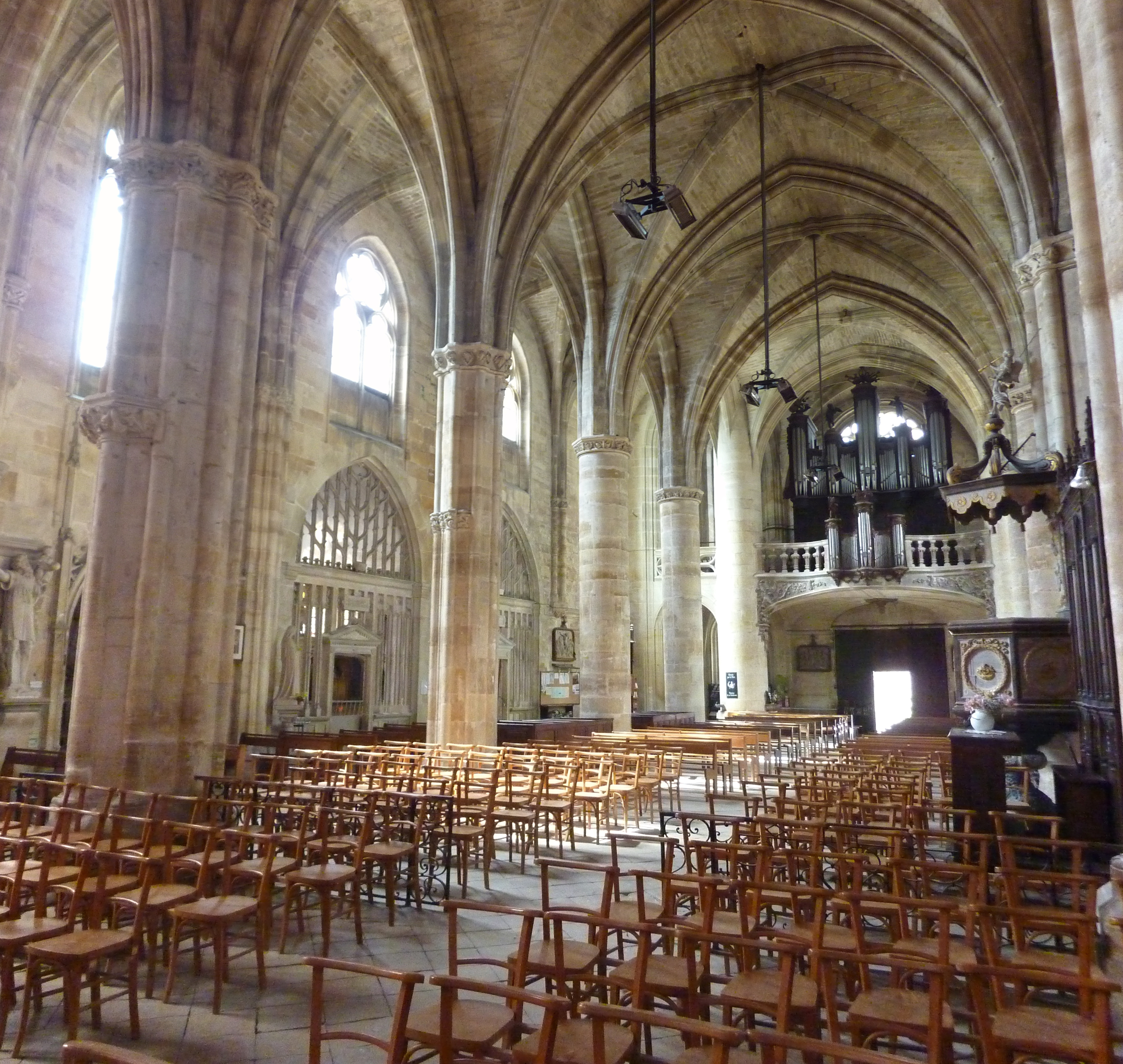
Nef de l'église.

L'église est longue de 43 mètres, large de 20 m et haute de 12 m.

### Extérieure
La façade est de style gothique flamboyant avec cependant des éléments caractéristiques de la Renaissance, comme la galerie qui rompt la verticalité de l'édifice ou l'arc en anse de panier du portail. Cet arc est orné de médaillons représentant, à la façon antique, les commanditaires de l'ouvrage et le doyen Louis Guyot. Le tympan, évidé à la mode champenoise, figure la scène du jugement dernier avec l'archange saint Michel, debout sur des crânes, pèse les âmes pour les envoyer ou non au Paradis, représenté par un putto nu tenant une corne d'abondance. Des éléments du Moyen Âge sont également visibles : les arcatures qui abritaient des statues aujourd'hui disparues, et les grylles cachés dans les pampres, les feuilles de choux frisés et les glands de la voussure.

### Intérieure
L'église est une église à plan basilical, c'est-à-dire sans véritable transept. Elle est composée d'un transept légèrement prononcé et d'un chœur peu profond. La nef et ses collatéraux sont de même hauteur ce qui fait de l'édifice une église-halle, et lui confère une grande clarté. C'est d'ailleurs à l'époque l'une des premières du diocèse de Toul.
Le chœur est à cinq pans, et le travail de la pierre est mis en valeur. Au nord du chœur, se trouve la chapelle Sainte-Marguerite, fondée vers 1503 par le doyen du chapitre, François Brulé.
Le bas-côté sud de la nef est percé de plusieurs chapelles fondées par des familles aisées. La chapelle de Stainville, du XVIe siècle, probablement construite à partir de 1524, est délimitée par une clôture de pierre sculptée mélangeant les motifs flamboyants et renaissants. La chapelle des fonts baptismaux, fondée par la famille Baudinais au XVIe siècle, présente un fronton ajouré aux motifs de la Renaissance. Une grille en fer forgé à double battant y est ajoutée au début du XVIIe siècle.
La crypte se situant sous les parvis de l'entrée a fait l'objet d'une étude archéologique par Franck Mourot en 2016. Elle contient les vestiges de l'ancienne chapelle saint-Nicolas qui a été démontée à la Révolution pour installer le monument au coeur de Ligier Richier - le Transi -. Un reportage réalisé par Guillaume Ramon a été réalisé sur l'édifice et sa crypte.

#### Vitraux

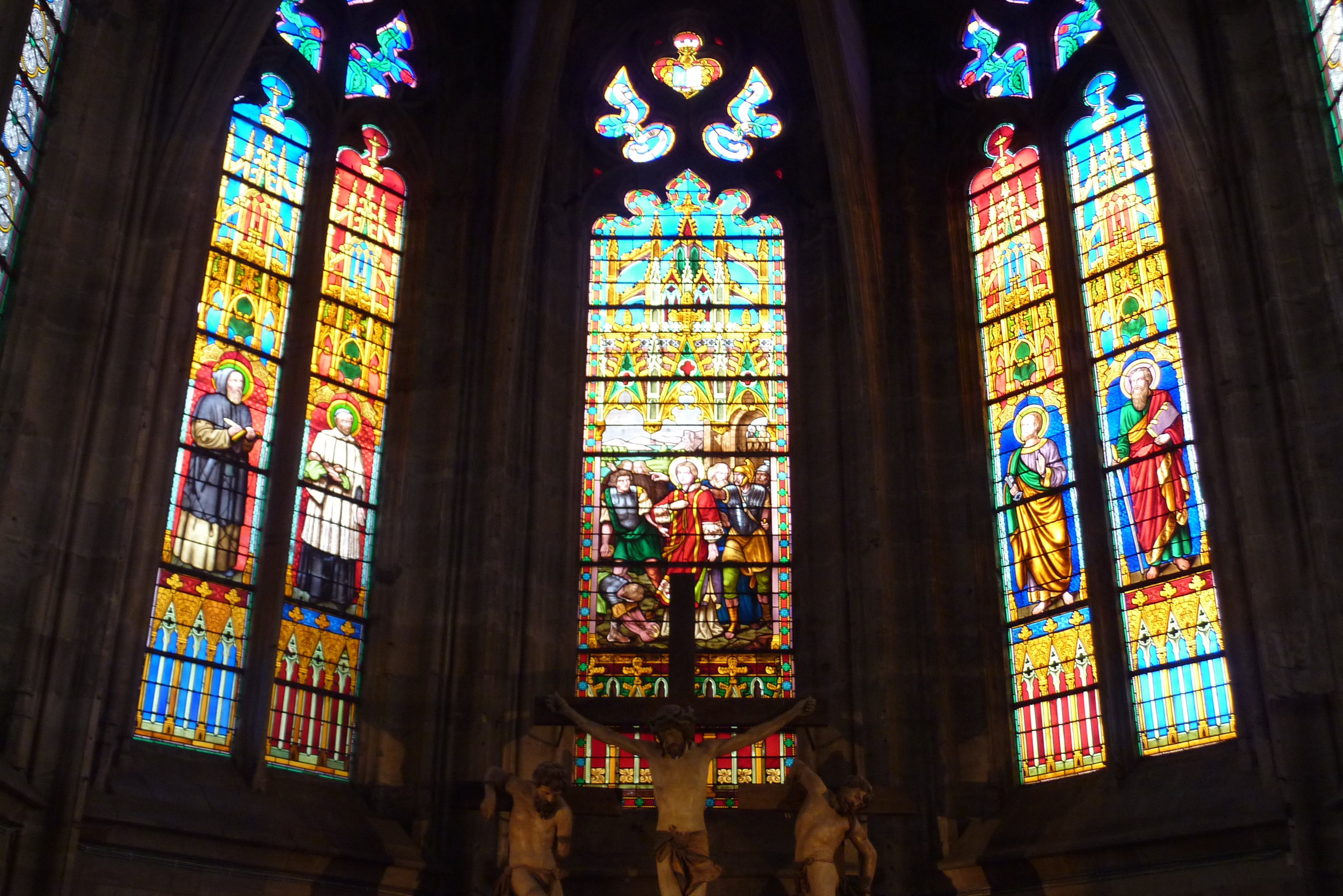
Vitraux de Höner Victor (XIXe siècle) avec au milieu la Lapidation de saint Étienne.

L'église compte plusieurs vitraux répertoriés à l'inventaire général du patrimoine culturel. Un vitrail du XIXe siècle représente le miracle de Notre-Dame du Guet. Dans la chapelle des fonts baptismaux, le vitrail est composé en partie des fragments d'une verrière du XVIe siècle représentant un ange portant une couronne d'épines, saint Maxe, patron de la collégiale du château des ducs de Bar, et saint Christophe,.
Les trois vitraux du chœur sont exécutés par le peintre-verrier Höner Victor au XIXe siècle. Celui du milieu représente la Lapidation de saint Étienne, et les deux vitraux sur ses côtés, dédoublés, figurent saint Antoine, saint Vincent de Paul, saint Pierre et saint Paul.
Dans le transept sud, La Procession des reliques de saint Maxe est un vitrail exécuté en 1880 par Charles-François Champigneulle, peintre-verrier à Bar-le-Duc. Il représente la translation en 1839 par l'abbé Claude Rollet des reliques de saint Maxe sauvées lors de la Révolution avec en arrière-plan l'église elle-même. Le vitrail est réalisé selon une technique de la fin du XIXe siècle des ateliers de Metz : le vitrail photographique,. Champigneulle a créé deux autres vitraux pour l'église : L'Annonciation et La Mort de saint Joseph.

Vitraux de Charles-François Champigneulle (XIXe siècle)
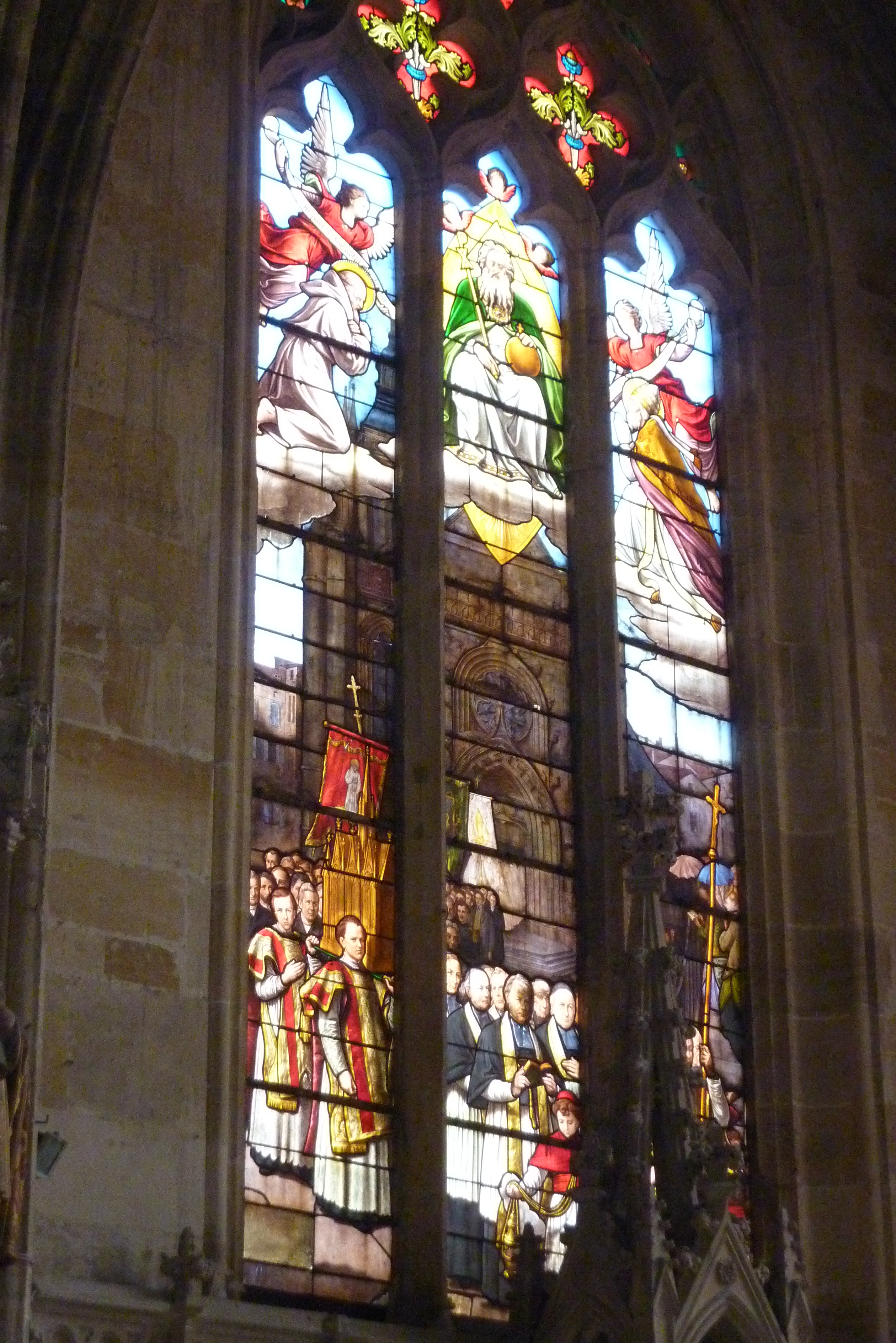
La Procession des reliques de saint Maxe.
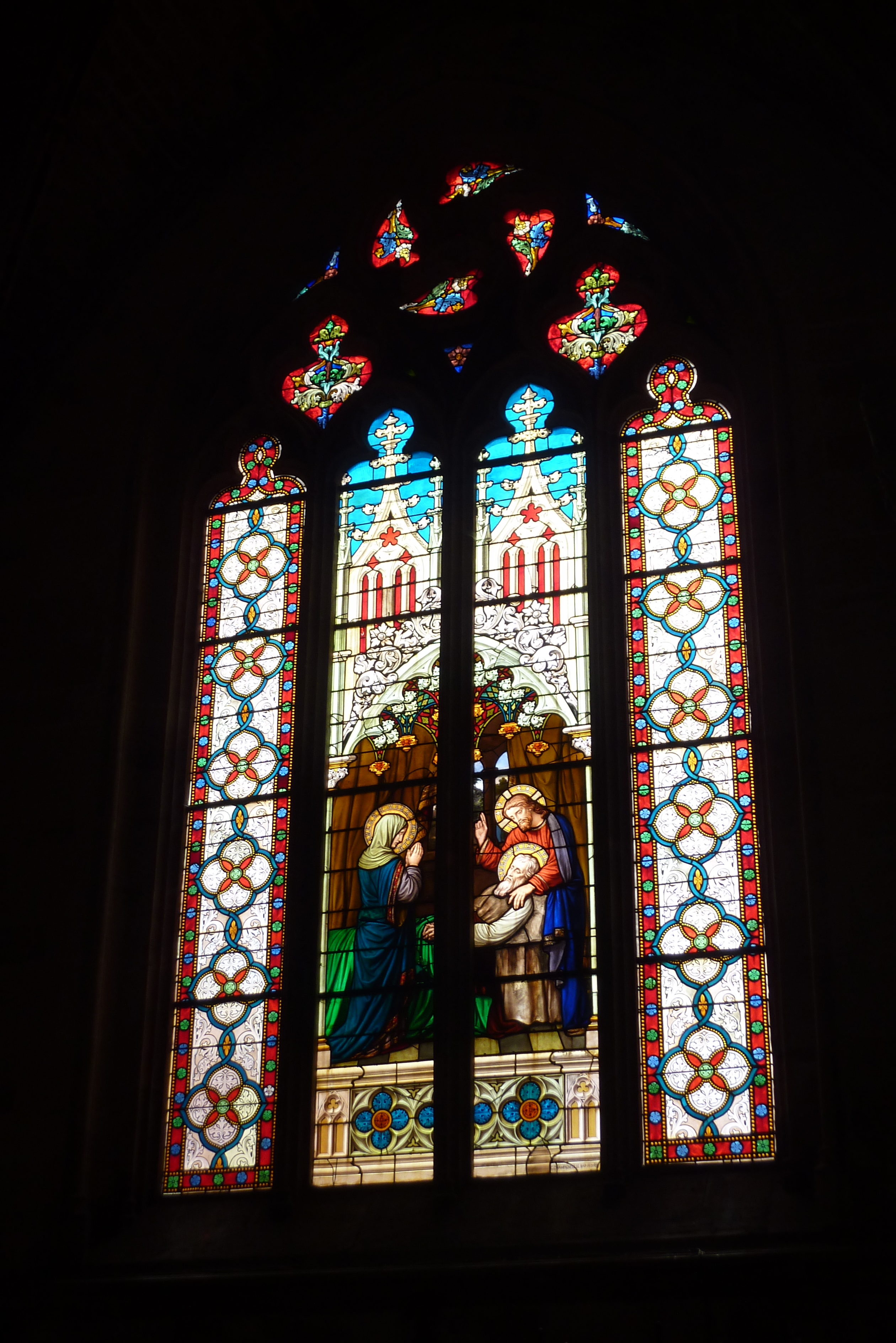
La Mort de saint Joseph.
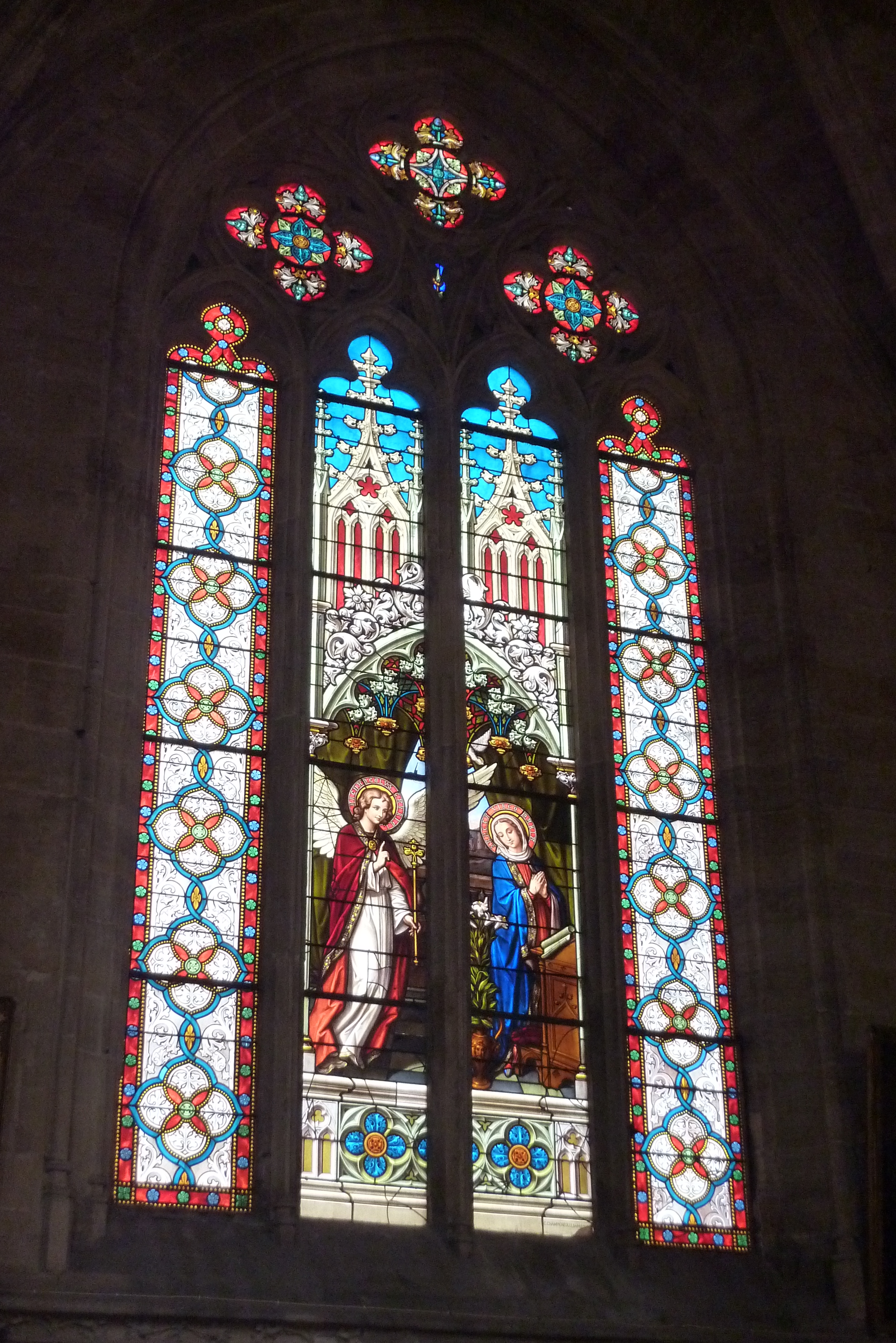
L'Annonciation.

## Mobilier
L'église Saint-Étienne compte 52 objets répertoriés aux monuments historiques.

### Sculptures

#### Ligier Richier

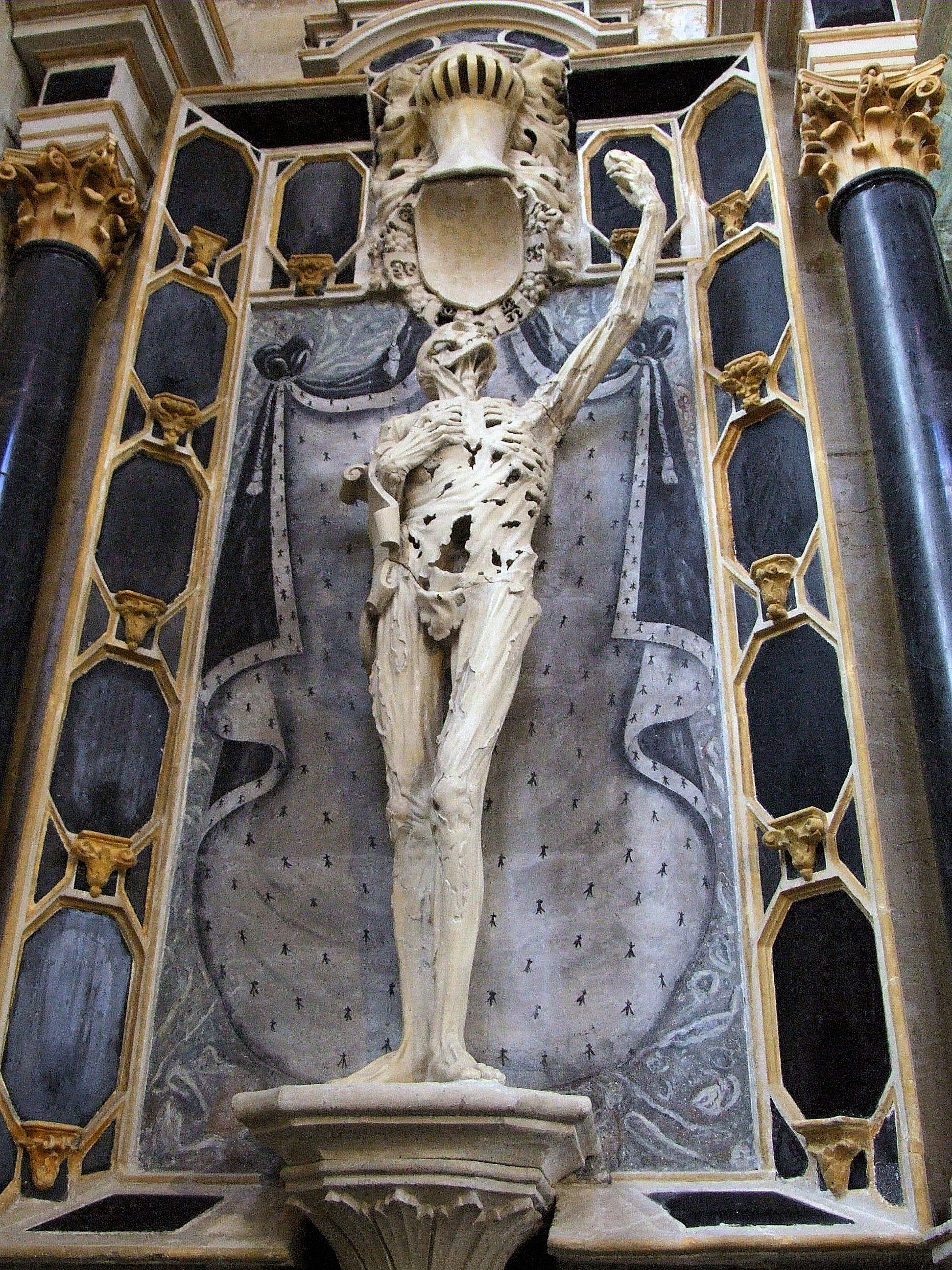
Transi de René de Chalon de Ligier Richier.

L'église abrite deux œuvres du sculpteur lorrain Ligier Richier : le Transi de René de Chalon et le Christ en croix entre les deux larrons.
Le Transi de René de Chalon, également appelé le Squelette, est une statue funéraire en pierre calcaire de Sorcy réalisée au XVIe siècle. Œuvre majeure de Ligier Richier et de la Renaissance en France, cette sculpture est installée en 1545 dans la collégiale Saint-Maxe du château des ducs de Bar sur le tombeau de René de Chalon, prince d'Orange, tué lors du siège de Saint-Dizier un an plus tôt. En 1790, à la suite de la destruction de la collégiale sous la Révolution, le transi est déménagé dans l'église Saint-Étienne. Représentant un squelette debout, tendant son cœur à pleine main vers le ciel, cette œuvre est issue d'une série de transis apparue dans la seconde moitié du XIVe siècle. Le 18 juin 1898, la statue est classée au titre d'objet aux monuments historiques. Elle est restaurée de 1998 à 2003. La statue se situe dans le croisillon sud du transept, au-dessus d'un caveau contenant les restes des ducs de Bar.
Le Christ en croix entre les deux larrons est un ensemble de trois statues en bois polychrome réalisé vers 1531. Ces sculptures, hautes de 3,42 m pour le Christ et de 2,10 m pour les larrons, ont probablement fait partie d'un ensemble plus important comparable au calvaire de l'église Saint-Gengoult de Briey (Meurthe-et-Moselle). Même si l’œuvre n'est pas formellement attribuée à Ligier Richier, la qualité plastique de l’œuvre, le modelé à l'italienne, la tête du Christ semblable à celle de Saint-Jérôme conservée au musée du Louvre, et le rendu anatomique, laissent peu de doutes sur son auteur,. Le 18 juin 1898, l'ensemble est classé au titre d'objet aux monuments historiques.

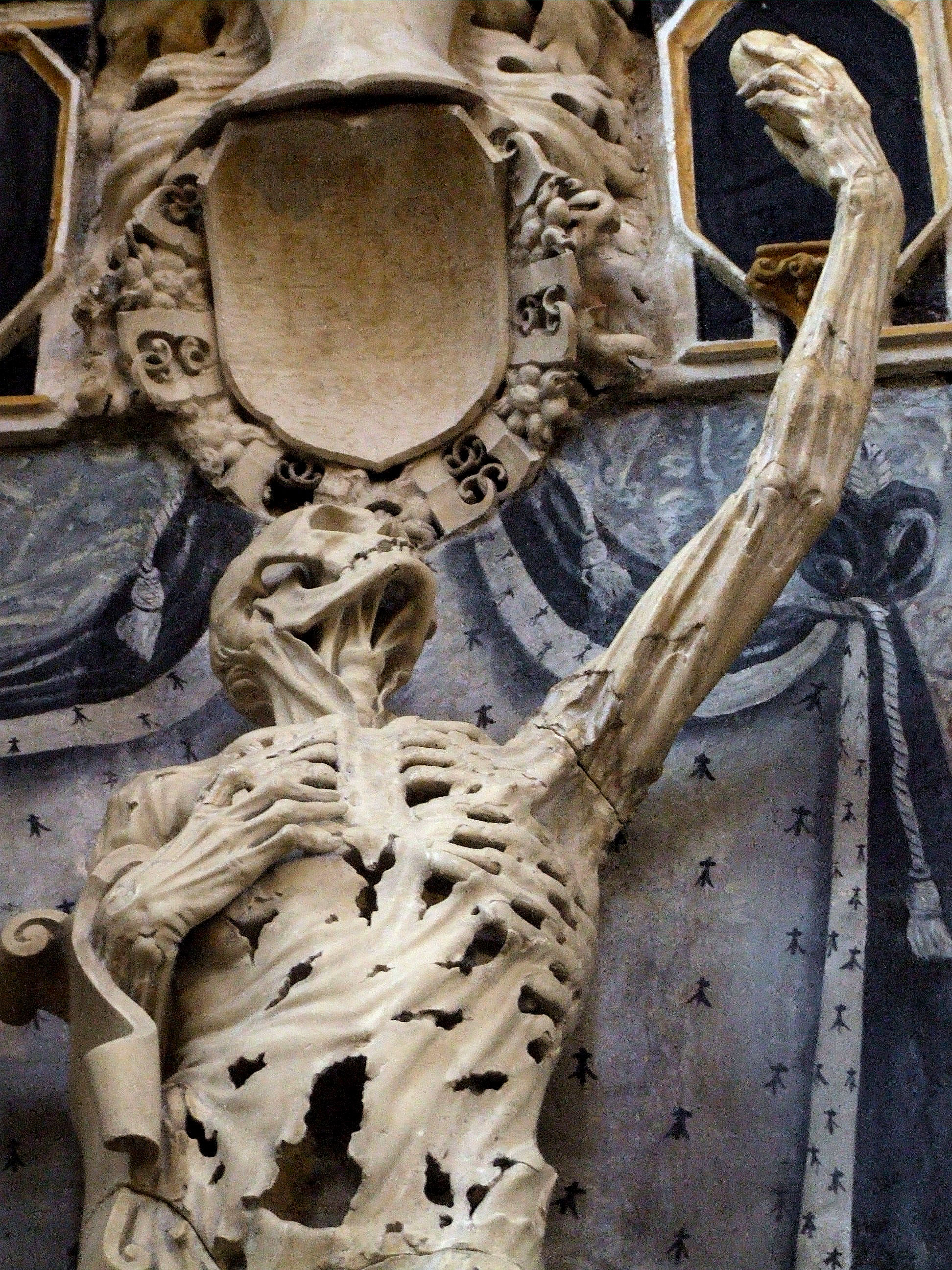
Détail du Transi tendant son cœur.
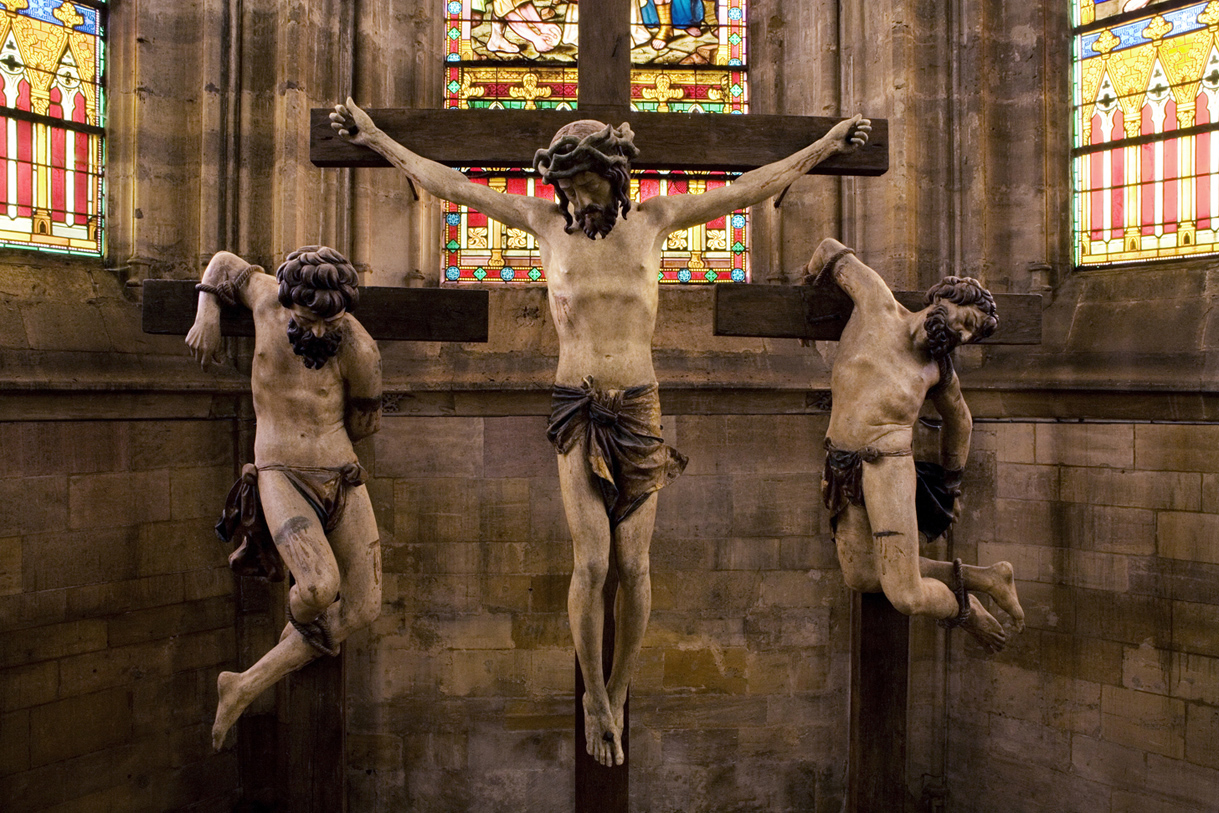
Christ en croix entre les deux larrons de Ligier Richier (vers 1531).
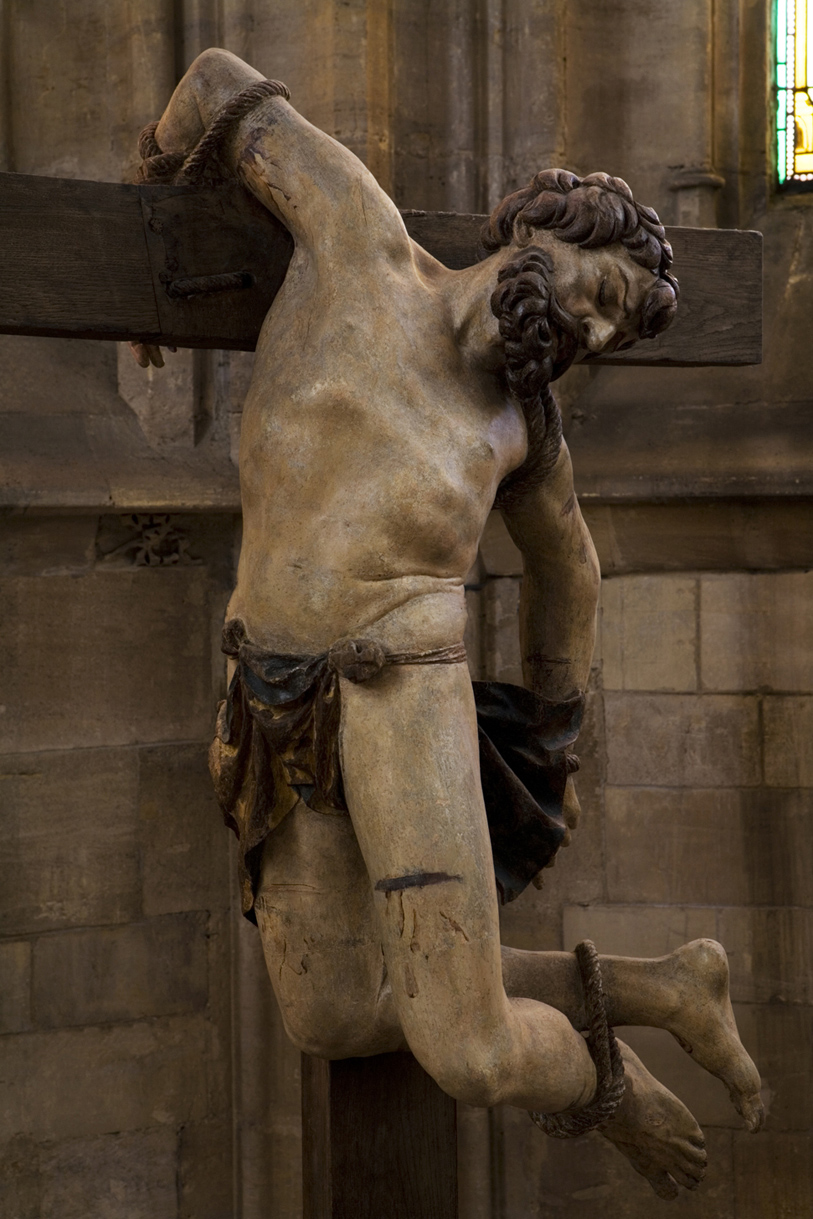
Le mauvais larron.

#### Notre-Dame du Guet

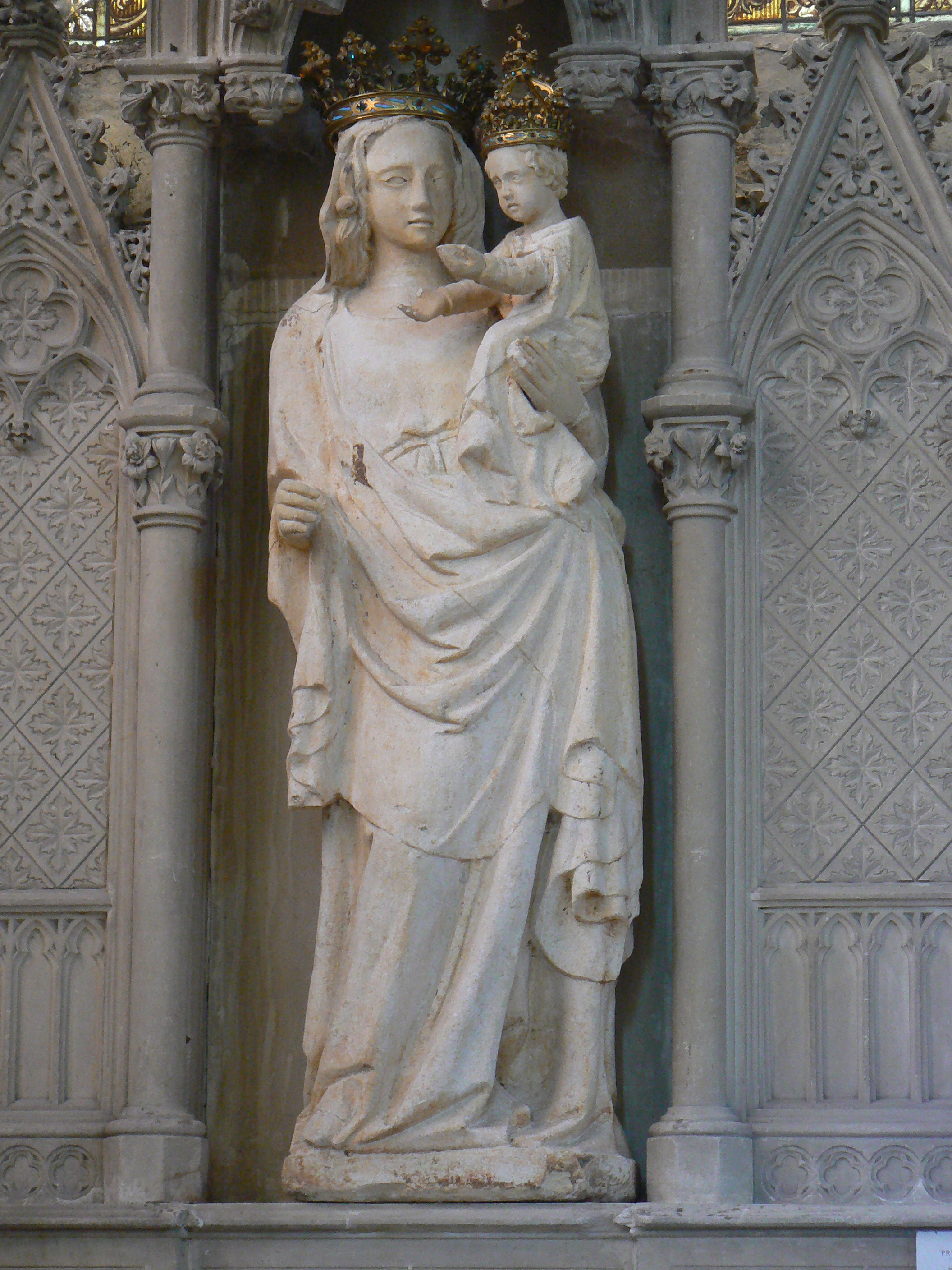
Notre-Dame du Guet.

Notre-Dame du Guet est une statue en pierre calcaire d'une Vierge à l'Enfant datant du XIVe siècle. Du Moyen Âge à 1670, elle se trouvait sur la Porte-aux-Bois, située dans le rempart sud-ouest de la Ville Haute. Selon la tradition, cette statue aurait sauvé la cité ducale d'être assaillie par les soldats d'Antoine de Vaudémont en 1440,. Alors que ces derniers arrivaient silencieusement au niveau de la porte, la Vierge aurait crié « Au guet ! Au guet ! La ville est prise ! ». Un soldat furieux lui jeta alors une pierre en disant « Prends garde à toi ! ». La Vierge rattrapa la pierre, la donna à son enfant, et le soldat tomba raide mort. Les autres assaillants s'enfuirent en criant « Dieu vous garde... ». Après le démantèlement des remparts en 1670, la statue est conservée dans une chapelle et se voit brisée le 20 juillet 1794. Les morceaux sont recueillies et servent à reconstituer la statue actuelle, transférée dans l'église Saint-Étienne en 1806. Le 20 avril 1913, la statue est classée au titre d'objet aux monuments historiques.
En septembre 1914, pendant la Première Guerre mondiale, alors que les Allemands se dirigent vers la ville, les habitants prient Notre-Dame du Guet pour leur salut et l'offensive est stoppée. En conséquence, le 15 juin 1919, il est décidé du couronnement de la Vierge sous l'impulsion de Charles Ginisty. Les habitants donnent bijoux et pierres précieuses pour la confection des couronnes de la Mère et de l'Enfant par le maître-orfèvre Biais, de Paris. Les couronnes sont faites d'or et d'argent, ornées de 197 perles, 66 éclats de diamants, 16 brillants, 13 rubis, 27 turquoises, 10 améthystes, des lapis-lazuli et des citrines. La cérémonie de couronnement a lieu le 4 juillet 1920, faisant de la statue l’une des quatre Vierges couronnées du diocèse de Verdun. Le 20 novembre 1992, les couronnes sont inscrites aux monuments historiques et sont aujourd'hui conservées au Musée Barrois.
La fête de Notre-Dame du Guet a lieu chaque année en l'église Saint-Étienne le dimanche qui suit la Présentation de Marie au Temple (le 21 novembre).

#### Autres sculptures
L'église abrite deux statues en pierre calcaire réalisées par le sculpteur barisien Jean Crocq entre la fin du XVe et le début du XVIe siècle. Situées dans la chapelle de Stainville de l'église, elles sont hautes d'environ 1,20 m. Une des deux représente Saint Roch, un patron particulièrement vénéré pendant les épidémies de peste de la fin du XVe siècle, en costume de pèlerin montrant un bubon de peste sur sa cuisse. L'autre statue représente Saint Adrien, également invoqué lors de la peste, en armure portant son enclume avec à ses pieds le lion des Flandres. Le style de Jean Crocq se caractérise par des personnages massifs aux visages énergiques avec des lèvres ourlées et des cheveux très ondulés. Le 20 avril 1913, les deux statues sont classées au titre d'objet aux monuments historiques.
Dans la chapelle des fonts baptismaux se trouve un groupe sculpté de trois statues en pierre calcaire datant du XVIe siècle. L'une représente Saint Étienne tenant les pierres de sa lapidation dans sa tunique, et la deuxième figure Saint Jean. Cette dernière est à rapprocher de la Madeleine de Génicourt-sur-Meuse, par son traitement complexe et varié des drapés, la finesse du visage et la dynamique et l'élégance générale. La troisième statue, L’Éducation de la Vierge, représente Sainte Anne enseignant à sa fille Marie. Le 3 septembre 1971, le groupe sculpté est classé au titre d'objet aux monuments historiques.
L'Épitaphe de François Brulé est un bas-relief datant de 1513 représentant François d'Assise entouré de Saint Pierre et Saint Maxe, et portant tous les trois un phylactère. François Brulé était le doyen de la collégiale Saint-Pierre et appartenait également au chapitre de la collégiale Saint-Maxe du château des ducs de Bar. L'épitaphe dit : « Le noble est discret personnage, messire françois Brulé, doyen de Saint-Pierre, décédé le 18 juillet 1513, a été enterré devant l'autel de la chapelle qu'il avait édifiée et enrichie de fondations pieuses. ». En 1889, le bas-relief est classée au titre d'immeuble aux monuments historiques, en même temps que l'église elle-même.
Le marquis Jean-François de Boufflers (1714-1752), mari de la favorite du roi Stanislas, duc de Lorraine, mort accidentellement en janvier 1752, y serait inhumé.

### Tableaux

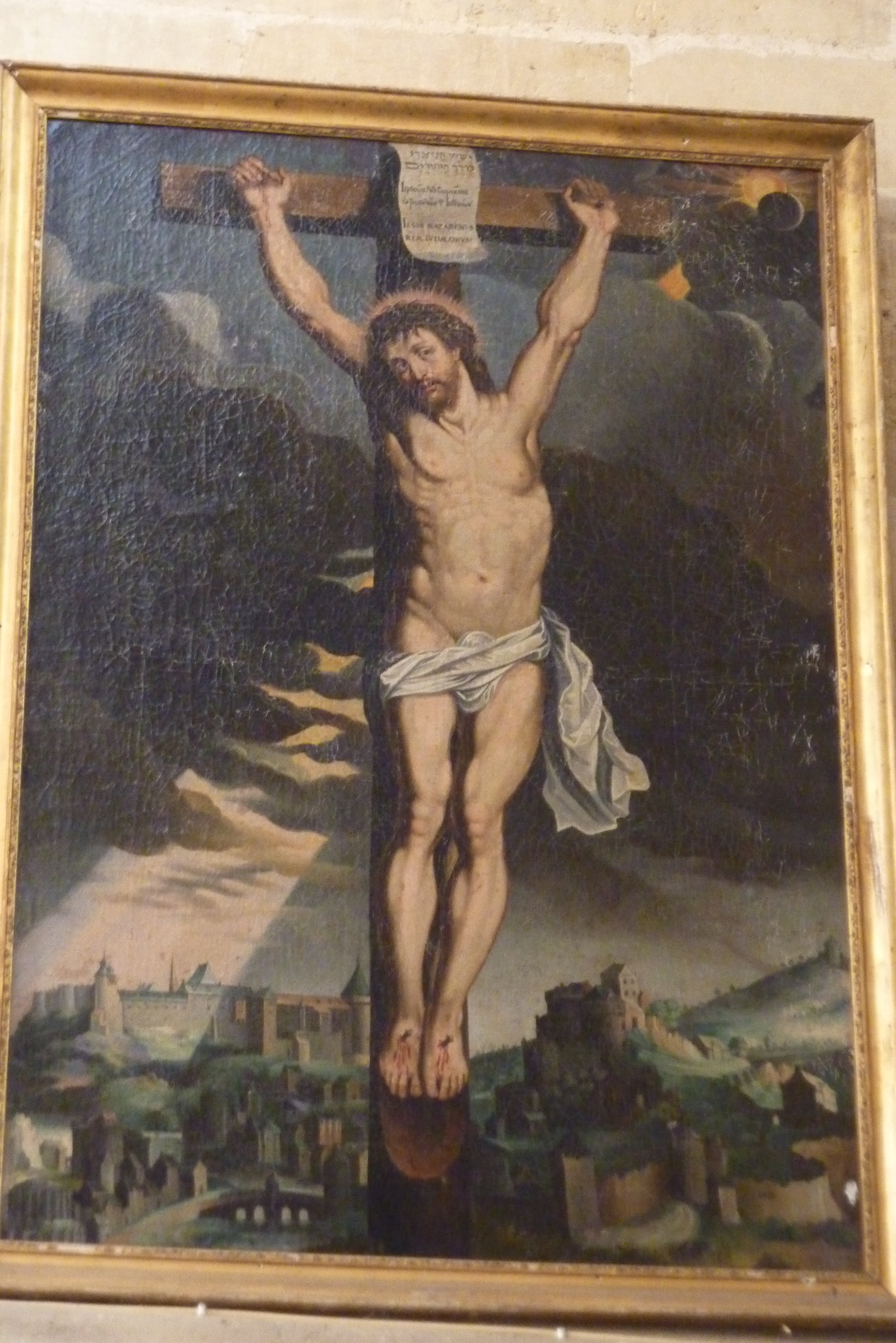
La Crucifixion (XVIIe siècle).

La Crucifixion est un tableau du début du XVIIe siècle représentant le crucifiement de Jésus de Nazareth. L'artiste, inconnu, a cependant remplacé la ville de Jérusalem à l'arrière-plan par celle de Bar-le-Duc, faisant ainsi apparaître le château des ducs de Bar avant son démantèlement en 1670. Le 17 juin 1901, le tableau est classé au titre d'objet aux monuments historiques.
La Mise au tombeau est une peinture murale du XVIIe siècle représentant la scène biblique homonyme. Y sont représentés la Vierge soutenue par saint Jean, sainte Marie-Madeleine, Joseph d'Arimathie, Nicodème, et les saintes femmes portant les aromates, entourant le corps du Christ dans le tombeau. En arrière-plan, il y a Jérusalem et le Mont du Calvaire avec les trois croix. En 1889, la fresque est classée au titre d'immeuble aux monuments historiques, en même temps que l'église elle-même.

### Orgue

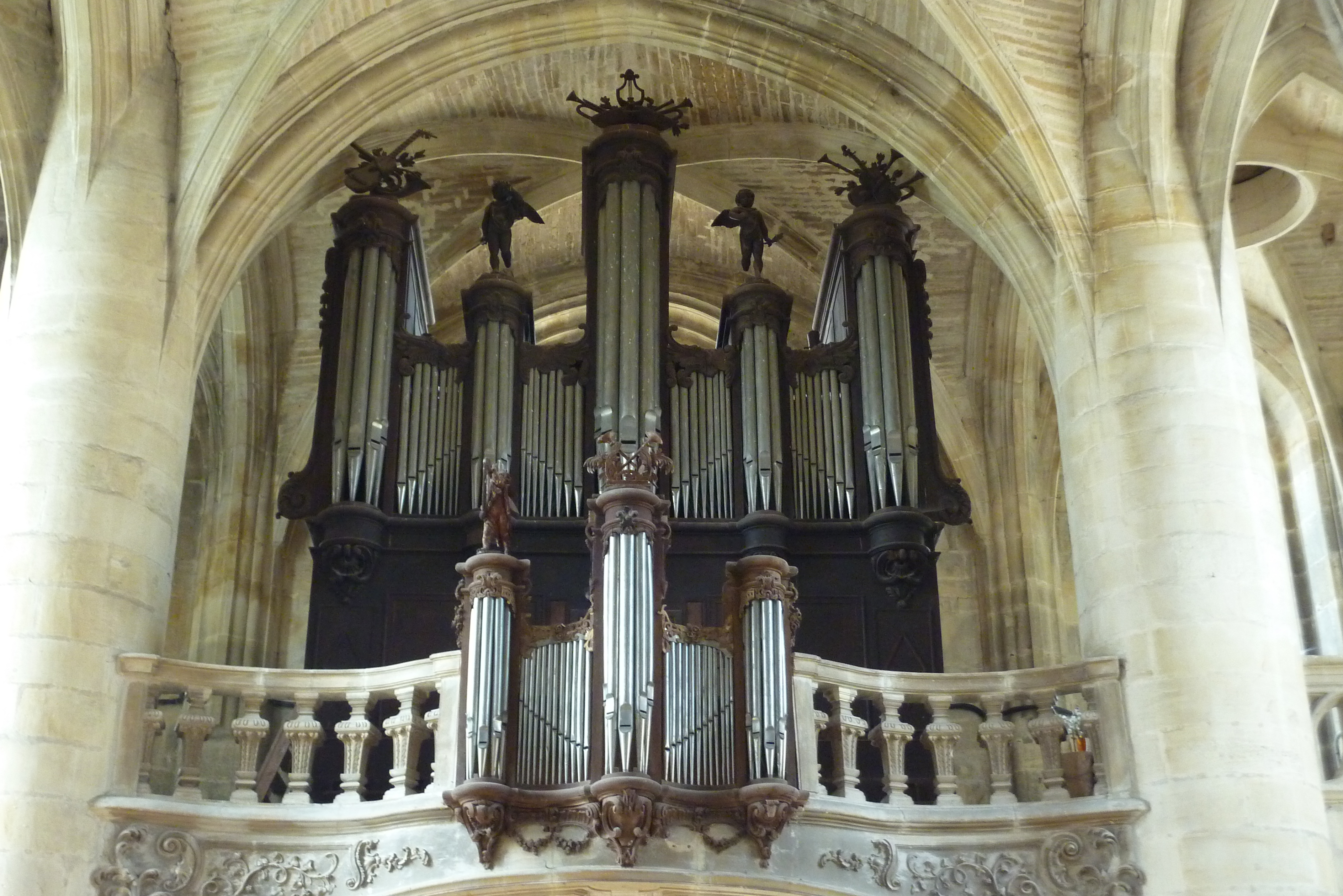
Orgue de tribune.

La présence d'un orgue de tribune dans l'église date du XVIIe siècle. De 1770 à 1771, Nicolas Dupont construit un nouvel instrument qui est fortement endommagé vingt-trois ans plus tard, pendant la Terreur, et seul subsiste le buffet positif. De 1809 à 1828, le facteur lorrain Jean-François Vautrin, disciple de Dupont, et Antoine François Brice Didelot, son apprenti, construisent un nouvel orgue, l'actuel, en réutilisant en partie l'ancien instrument,. En 1892, Alexandre et Henri Jacquet séparent la console du reste de l'instrument.

Le buffet d'orgue, en chêne et tilleul, est constitué d'un grand corps à 5 tourelles et d'un positif à 3 tourelles. La console, indépendante et tournée vers le chœur, comporte deux claviers manuels (Grand Orgue et Récit) et un pédalier droit. L'orgue est classé au titre d'objet aux monuments historiques le 3 septembre 1971 pour le buffet et le 25 septembre 2000 pour la partie instrumentale.